# L'Amour fou (téléfilm)
Pour les articles homonymes, voir L'Amour fou (homonymie).
L'Amour fou ou L'Âge du danger (Reifezeugnis) est un épisode de la série Tatort (Sur le lieu du crime) diffusé en 1977. Il s'agit de la sixième enquête pour le commissaire Finke de Kiel.
Réalisé par Wolfgang Petersen, le téléfilm compte parmi les plus légendaires de la série, ayant permis à Nastassja Kinski de se faire plus largement connaître, particulièrement en Allemagne.
L'épisode est rediffusé sur Arte le 19 août 2022 sous le titre L'âge du danger.

## Synopsis
Sina Wolf est une jeune et jolie élève de 16 ans, qui entretient une liaison secrète avec Helmut Fichte, son professeur au lycée Johann-Heinrich-Voß à Eutin. Michael, un autre élève qui a toujours été attiré par Sina, finit par être témoin des ébats du couple près d'un étang. Profondément choqué et surtout jaloux, il tente de violer Sina qui le tue à l'aide d'une pierre. Sina invente alors une histoire de toutes pièces pour se justifier vis-à-vis du commissaire Finke qui est chargé de l'enquête. Mais le commissaire ne la croit pas...

## Fiche technique
- Titre français : L'Amour fou[3] ou L'Âge du danger[2]
- Titre original : Reifezeugnis
- Réalisation : Wolfgang Petersen
- Scénario : Herbert Lichtenfeld (de)
- Photographie : Jörg-Michael Baldenius (de), Hans Schreiber
- Montage : Hannelore Pitschek, Karin Wagner
- Musique : Nils Sustrate (de)
- Production : Rüdiger Humpert
- Société de production : Norddeutscher Rundfunk
- Société de distribution : Das Erste
- Pays de production :  Allemagne de l'Ouest
- Langue originale : allemand
- Format : Couleur - 1,37:1 - Son mono - 16 mm
- Genre : policier
- Durée : 108 minutes (1 h 48)
- Date de diffusion :
  - Allemagne de l'Ouest : 27 mars 1977[4]
  - France : 30 juillet 1986

## Distribution
- Klaus Schwarzkopf : Commissaire Finke
- Nastassja Kinski : Sina Wolf
- Christian Quadflieg (de) : Helmut Fichte
- Judy Winter : Dr. Gisela Fichte
- Markus Boysen (de) : Michael Harms
- Rüdiger Kirschstein (de) : Dressler, l'assistant du commissaire Finke
- Petra Verena Milchert (de) : Inge
- Rebecca Völz (de) : Katrin
- Uta Sax (de) : Frau Wolf
- Henry Kielmann (de) : Herr Wolf
- Friedrich Schütter (de) : Dr. Forkmann, le directeur de l'école
- Hans Timmermann (de) : Bender
- Franz Josef Steffens (de) : L'oncle de Michael Harms
- Else Betz-Grothe : L'aubergiste
- Werner Nippen (de) : Le médecin
- Ulrich Engst : Le policier
- Otto Sawizki : Le prêtre
- Sabine Burgert : Gitte